# О нашей революции (По поводу записок Н. Суханова)
О на́шей револю́ции (По по́воду запи́сок Н. Суха́нова) — работа В. И. Ленина о предпосылках и перспективах построения социализма в России. В этой статье автор обосновывает курс на вооружённое восстание, принятый партийной верхушкой в октябре 1917 года, возникновением революционной ситуации в условиях идущей мировой войны.

## История текста
Согласно официальной версии, Ленин диктовал заметки 16 и 17 января своей стенографистке М. А. Володичевой. В отличие от публикации оригинальный текст не содержит деления на параграфы, что может так же свидетельствовать о существовании двух неудачных набросков, механически соединённых газетной редакцией.
Текст работы был надиктован 16—17 января 1923 года, после чего передан Н. К. Крупской в ЦК РКП(б) в мае того же года.

## Основные идеи
Статья посвящена критике книги Н. Н. Суханова «Записки о революции», в которой утверждается, что Россия не достигла уровня развития производительных сил, при котором возможен социализм. Ленин указывает, что ход революции в России был вызван военной обстановкой. Своеобразие исторических реалий обусловило возникновение союза пролетариата и крестьянства, о возможности которого писал ещё Карл Маркс. Таким образом, большевики, воспользовавшись удобным моментом для взятия власти, уже после революции были вынуждены создавать предпосылки для развития социализма.

## Оценки
По мнению В. А. Сахарова, выражения «наши Сухановы», «наши европейские мещане», употребляемые Лениным, могли относиться к Троцкому, который не видел перспектив социалистического развития России в случае, если мировая революция отложится. Работа дополняет идеи, высказанные в заметках о кооперации, и является их логическим продолжением.